# Kováčová (Košice)
Kováčová é um município da Eslováquia, situado no distrito de Rožňava, na região de Košice. Tem 13,82 km² de área e sua população em 2018 foi estimada em 54 habitantes.

## Demografia
| Ano:        | 1994 | 2004    | 2014    | 2024   |
| ----------- | ---- | ------- | ------- | ------ |
| Broj ljudi: | 116  | 94      | 62      | 60     |
| Razlika:    |      | -18,96% | -34,04% | -3,22% |

| Ano:               | 2023 | 2024   |
| ------------------ | ---- | ------ |
| Número de pessoas: | 58   | 60     |
| Diferença:         |      | +3,44% |